# ترک-سای (شهرستان چتکل)
ترک-سای (به لاتین: Terek-Say) یک منطقهٔ مسکونی در قرقیزستان است که در شهرستان چتکل واقع شده‌است. ترک-سای ۲٬۴۱۸ نفر جمعیت دارد و ۱٬۸۷۳ متر بالاتر از سطح دریا واقع شده‌است.